# Lac Hibara
Le lac Hibara (桧原湖, Hibara-ko) se trouve à Kitashiobara, dans la préfecture de Fukushima, au Japon. Il fait partie du parc national de Bandai-Asahi et c'est le plus grand des lacs du plateau de Bandai-kōgen.

## Formation
Le lac Hibara est un lac mésotrophique qui s'est formé en conséquence de l'éruption volcanique du  mont Bandai le 15 juillet 1888. Les débris d'avalanche résultants ont créé un réservoir naturel qui s'est rempli d'eau, inondant le village d'Hibara. Les restes du village sont submergés au fond du lac.

## Climat
| Mois                                             | jan.       | fév.       | mars       | avril      | mai       | juin      | jui.      | août     | sep.      | oct.      | nov.       | déc.       | année      |
| ------------------------------------------------ | ---------- | ---------- | ---------- | ---------- | --------- | --------- | --------- | -------- | --------- | --------- | ---------- | ---------- | ---------- |
| Température minimale moyenne (°C)                | −8,8       | −9,4       | −5,7       | −0,4       | 5,4       | 10,8      | 15,7      | 16,4     | 12        | 5,3       | −0,3       | −5,1       | 3          |
| Température moyenne (°C)                         | −4,2       | −4         | −0,7       | 5          | 11,5      | 15,7      | 19,7      | 20,6     | 16,4      | 10,1      | 4,2        | −1,2       | 7,8        |
| Température maximale moyenne (°C)                | −0,6       | 0,2        | 3,9        | 10,8       | 17,4      | 20,7      | 24,1      | 25,5     | 21,3      | 15,2      | 8,9        | 2,4        | 12,5       |
| Record de froid (°C) date du record              | −21,7 2018 | −22,9 2012 | −18,1 1985 | −10,9 1984 | −2,9 1991 | 0,5 1981  | 4,8 2008  | 5,6 1991 | 0,5 2001  | −5,5 1985 | −11,9 1983 | −16,7 2014 | −22,9 2012 |
| Record de chaleur (°C) date du record            | 10 1990    | 13,9 2004  | 16,1 2021  | 24,4 1998  | 29,2 2019 | 30,1 1987 | 31,5 2015 | 32 1985  | 30,2 2020 | 25,5 2018 | 19,9 2020  | 16,6 2018  | 32 1985    |
| Ensoleillement (h)                               | 42,9       | 53,3       | 92,7       | 143,1      | 166,6     | 134,1     | 112,6     | 151,5    | 115,8     | 108,1     | 82,3       | 53,1       | 1 256,1    |
| Précipitations (mm)                              | 145,1      | 110,3      | 119,1      | 113,1      | 117,9     | 151,4     | 259,2     | 214,7    | 160,1     | 136,2     | 130,7      | 165,2      | 1 822,8    |
| Nombre de jours avec précipitations              | 19,9       | 17,3       | 16,9       | 13,8       | 12,3      | 12,3      | 16,3      | 12,9     | 13,4      | 12,7      | 15,6       | 20,3       | 183,8      |
| dont nombre de jours avec précipitations ≥ 10 mm | 5,3        | 3,7        | 4,4        | 3,9        | 4,3       | 5,1       | 7,9       | 6        | 5,2       | 4,5       | 4,8        | 5,9        | 60,9       |

| Diagramme climatique                                  |              |              |               |              |               |               |               |             |              |              |              |
| J                                                     | F            | M            | A             | M            | J             | J             | A             | S           | O            | N            | D            |
| −0,6−8,8145,1                                         | 0,2−9,4110,3 | 3,9−5,7119,1 | 10,8−0,4113,1 | 17,45,4117,9 | 20,710,8151,4 | 24,115,7259,2 | 25,516,4214,7 | 21,312160,1 | 15,25,3136,2 | 8,9−0,3130,7 | 2,4−5,1165,2 |
| Moyennes : • Temp. maxi et mini °C • Précipitation mm |              |              |               |              |               |               |               |             |              |              |              |

## Galerie

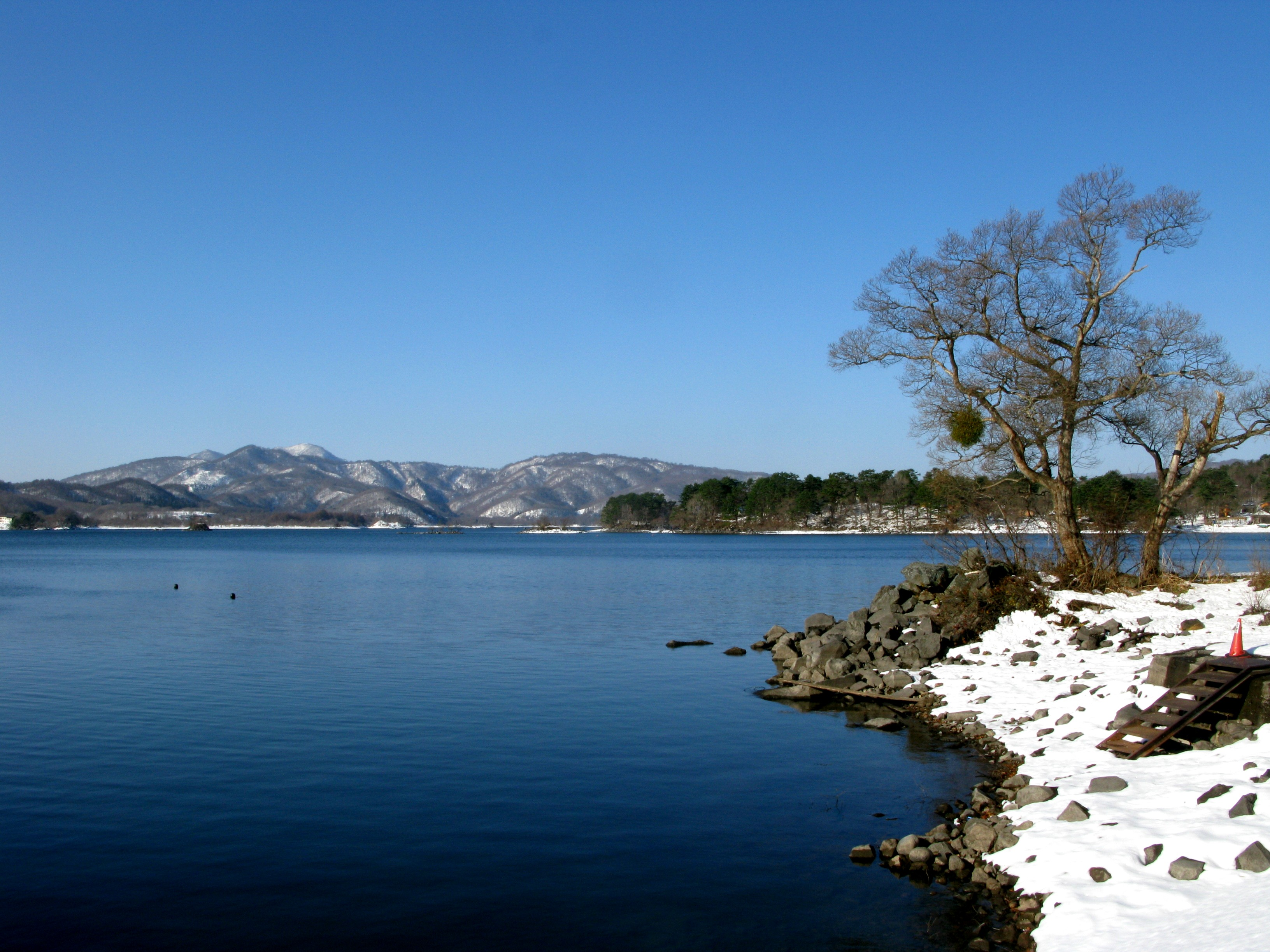
Le lac Hibara en hiver.
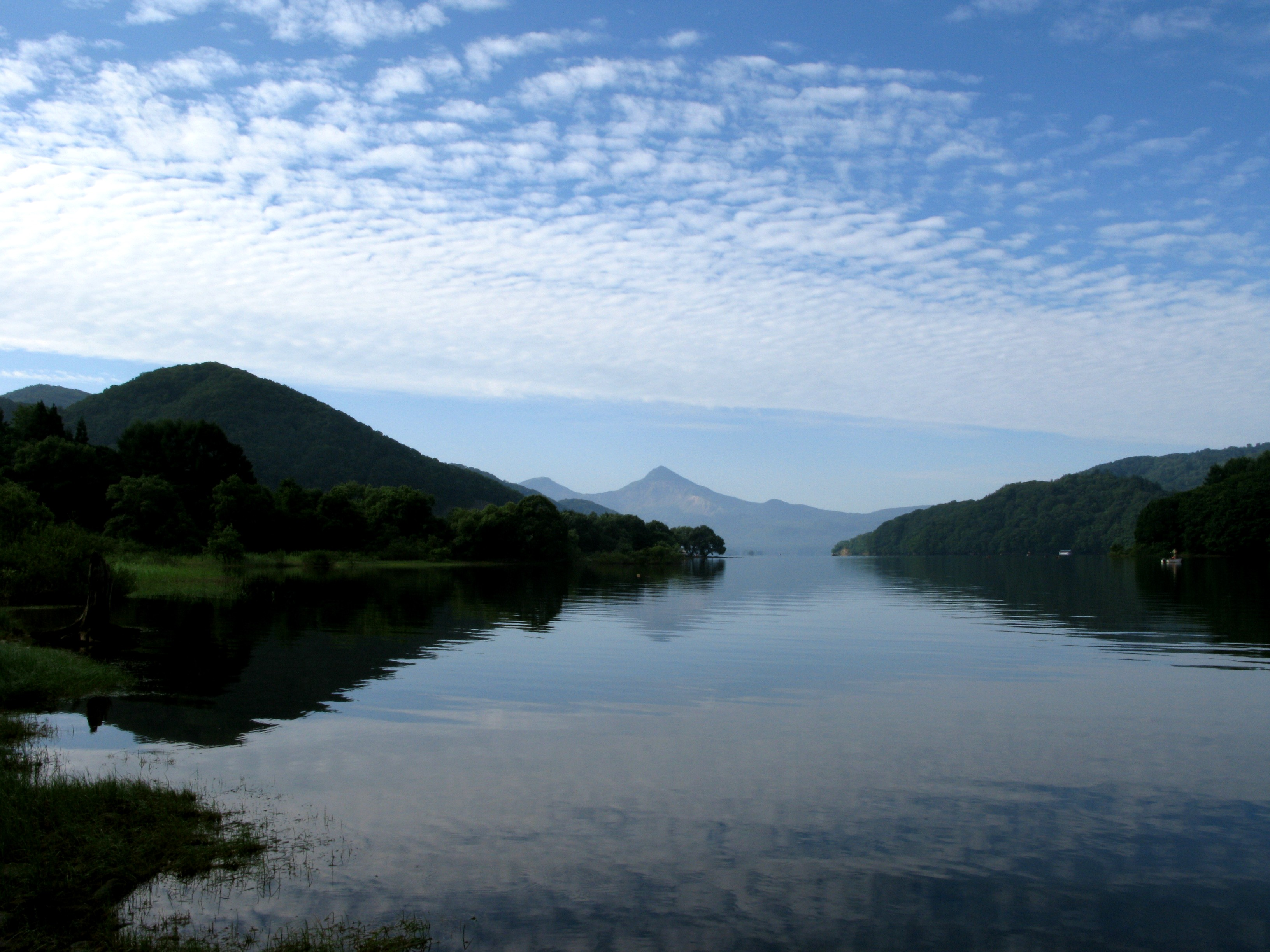
Vue vers le sud.
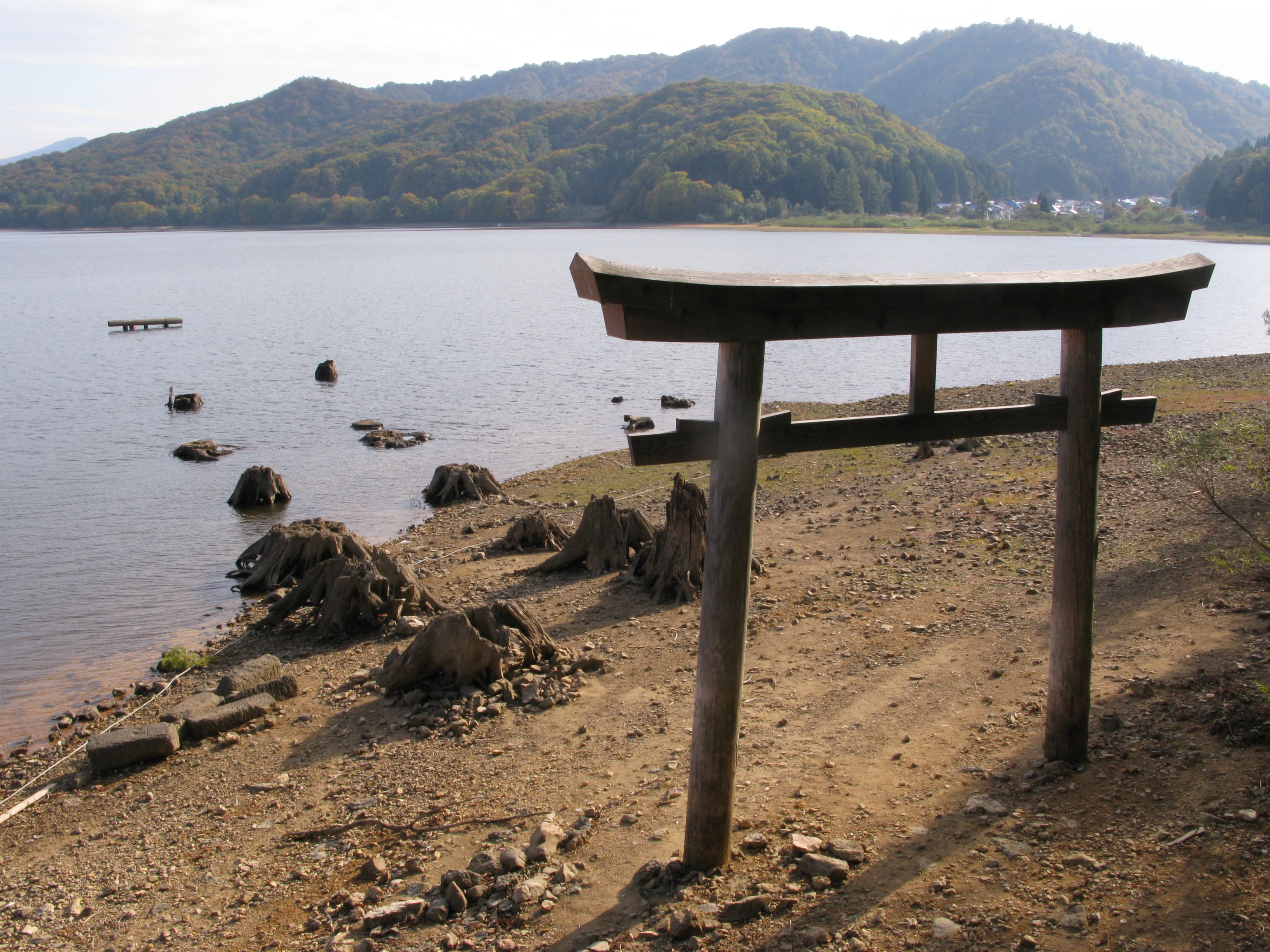
Torii inondé de l'ancien emplacement du village de Hobara.